# Lee Eul-yong
Lee Eul-yong (kor. 이을용) (ur. 8 września 1975 w Taebaek),
koreański piłkarz występujący na pozycji
pomocnika, reprezentant Korei. W sezonie 2005/2006 zawodnik tureckiego klubu Trabzonspor.